# Fusée (artillerie)
Pour les articles homonymes, voir Fusée.
La fusée est un dispositif ajouté à un projectile d'artillerie, obus ou roquette, ou à une bombe aérienne et destiné à les faire exploser en temps et de la manière voulue. Elle est composée de deux parties, une partie pyrotechnique, mécanique ou électrique pour déclencher la deuxième partie, pyrotechnique, qui transmet le feu à la charge de l'obus par détonation.
Elle doit être absolument sûre et ne doit pas pouvoir exploser pendant leur transport, leur manipulation, leur chargement, la mise à feu de l'obus, à l'intérieur du tube et à une certaine distance du tube en cas d'obstacle accidentel à proximité (distance d'armement certain).
On distingue les différents types de fusées par leur positionnement sur l'obus sur la pointe ou sur la base, par l'effet attendu détonant ou explosif, par le type d'explosion qu'elles sont censées déclencher avec l'obus sur lequel elles sont fixées, fusée fusante, percutante, chronométrique, de proximité, par leur mode de fonctionnement, pyrotechnique, mécanique, électrique, radio-commandées, etc.

## La classification des fusées

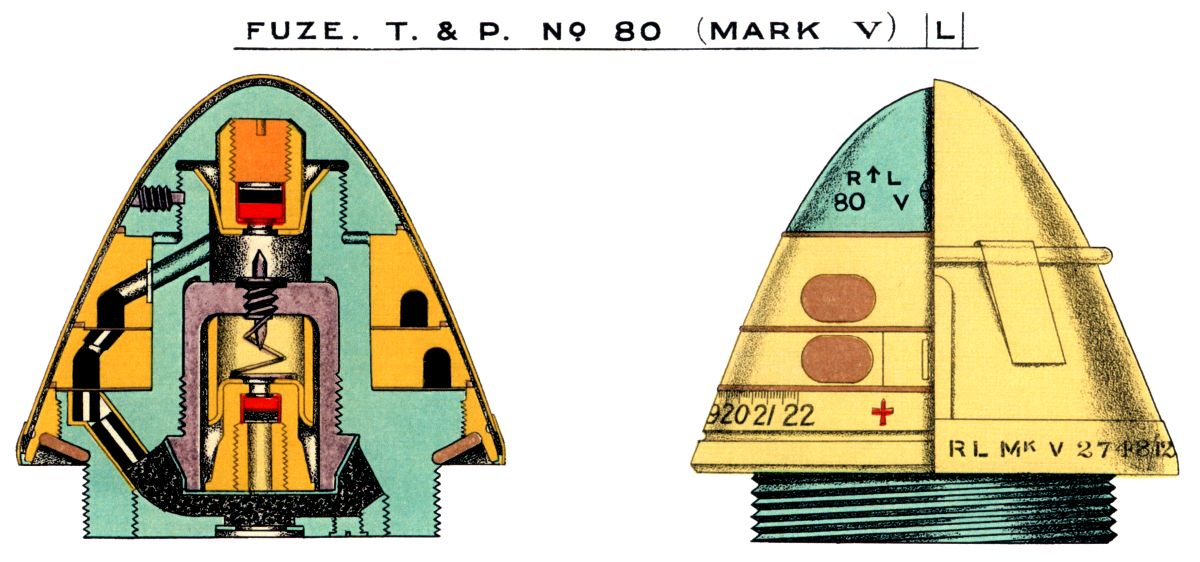
Schéma d'une fusée à double effet britannique de la Première Guerre mondiale (N° 80 Mark VL).

### Selon leur positionnement sur l'obus

#### Les fusées d'ogive
C'est le positionnement le plus courant à la pointe du projectile. Elles permettent une explosion de l'obus ou une activation immédiate du système de retard lors du contact avec l'objectif.

#### Les fusées de base
Elles sont placées à la base de l'obus. Elles sont utilisées dans les obus dont la tête doit avoir une caractéristique spéciale pour obtenir l'effet pour lequel ils sont construits. Il s'agit essentiellement des obus qui doivent pénétrer des obstacles durs comme du béton armé ou des blindages. Ils comprennent notamment les obus antichar, à charge creuse de type HEAT (explosifs antichar - High Explosive Anti Tank) dont la détonation doit venir de l'arrière pour créer le « dard » ou des obus contre les infrastructures de type HESH (Explosifs à tête d'écrasement - High Explosive Squash Head) dont la tête doit s'écraser avant d'exploser. Elles impliquent nécessairement un certain retard entre l'impact et leur déclenchement.

### Selon l'effet attendu
Les fusées peuvent être soit détonantes, soit explosives. Elles sont détonantes lorsqu'elles sont censées propager le feu à la charge explosive de l'obus ce qui est le cas pour la grande majorité des projectiles. Elles sont explosives lorsqu'elles sont l'agent principal de l'explosion de l'obus, notamment pour tous les projectiles cargo qui délivrent leur charge au-dessus du sol, obus éclairant, obus à sous-munitions, obus à gaz, etc.

### Selon le type d'explosion qu'elles sont censées déclencher avec l'obus

#### Les fusées percutantes instantanées
Les fusées percutantes instantanées font exploser l'obus immédiatement au contact de l'objectif. Elles sont utilisées dans le cadre de tirs antipersonnel sur des cibles peu ou pas protégées (véhicules, infrastructures mobiles, etc.) ou dans le cadre de tirs de neutralisation momentanés.

#### Les fusées à temps
Les fusées à temps sont des fusées réglées pour que l'obus explose avant ou après l'impact avec l'objectif.

##### Les fusées fusantes

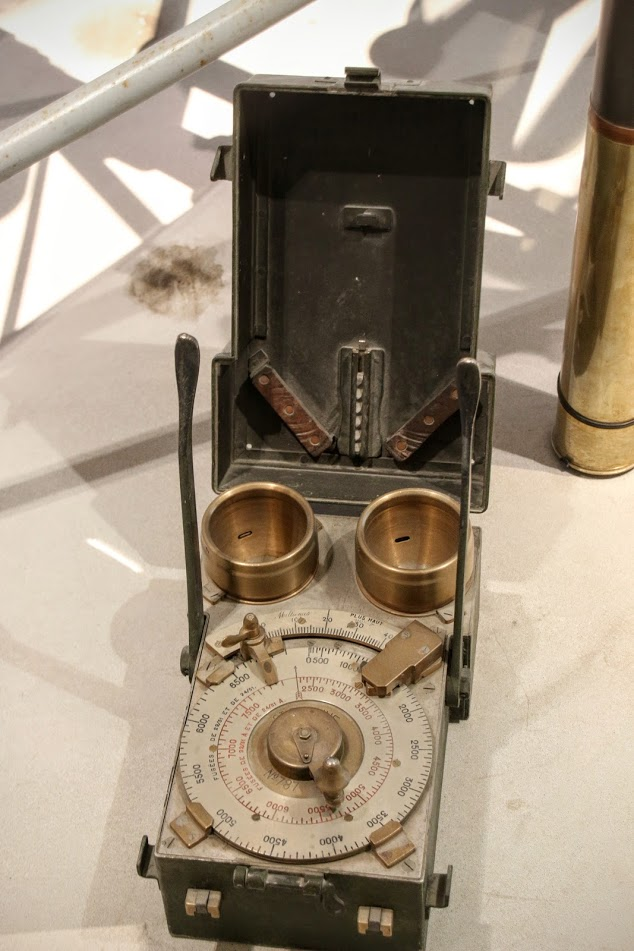
Système de réglage des fusées fusantes des obus de 75 mm par percement de la spirale de pulvérin.

Les fusées fusantes ont pour but de faire éclater l'obus au-dessus d'une surface, avant son contact avec le sol, pour répartir les effets létaux sur une grande surface. Elles sont essentiellement employées avec les obus HE (Explosifs - High Explosivə) pour des tirs antipersonnel.

##### Les fusées à retard
Les fusées à retard ont pour but de faire éclater l'obus après impact afin que celui-ci s'enfonce dans le sol ou dans l'obstacle avant d'exploser . Elles s'emploient essentiellement avec des obus HE pour le faire exploser contre les fortifications ou contre les objectifs cachés par un obstacle dur ou pour le faire ricocher.
Ce retard peut être extrêmement court mais il peut atteindre plusieurs jours lorsqu'il s'agit de munitions destinées à créer la terreur par incertitude.

#### Les fusées de proximité
Les fusées de proximité sont utilisées dans deux cas, comme fusée fusante à proximité du sol (cf. ci-dessus), pour des obus de marine à proximité d'un navire ou pour des obus antiaériens à proximité d'un aéronef. Ce sont essentiellement des fusées radio-électriques.
Certaines fusées mixtes peuvent comprendre un dispositif à temps et un dispositif percutant. Elles peuvent aussi comprendre un système d'autodestruction qui permet de s'assurer que l'obus est bien détruit s'il fait long feu ou n'explose pas particulièrement pour les munitions antiaériennes. 

### Selon leur mode de fonctionnement

#### Les fusées mécaniques
Elles fonctionnent soit avec un mécanisme d'horlogerie ou un système de mise à feu qui  libère le principe de mise à feu par percussion et qui fait exploser l'obus.

#### Les fusées pyrotechniques
Elles fonctionnent avec un système de pulverin mis à feu par le départ du coup et qui se consume jusqu'au moment voulu de l'explosion. L'exemple le plus illustratif est l'obus fusant de 75 mm français adapté au canon Mle 1897.

#### Les fusées électriques ou radio-commandées
Ce sont des fusées de proximité qui sont actionnées par un système de détection radio, Doppler par exemple, et qui se déclenche dès qu'il détecte la présence de l'objectif, sol, navire ou aéronef.

## Développement historique
Les premières fusées à apparaître sont des lumières percées dans les obus avec un dispositif pyrotechnique qui s'allume avec le feu du départ du coup ou avec un boute-feu qui allume du pulvérin. Le dispositif est déjà découvert dès le Moyen Âge et se développe jusqu'au milieu du XIXe siècle mais il fait l'objet de beaucoup de méfiance.